# دميتري علييف
دميتري علييف هو متزلج على الجليد روسي ولد في 1 يونيو 1999.